# Копрон, Мальвина
Мальвина Копрон (пол. Malwina Kopron, родилась 16 ноября 1994 года в Пулавах) — польская метательница молота, бронзовый призёр Олимпийских игр 2020 в Токио, бронзовый призёр чемпионата мира 2017 года (Лондон) и бронзовый призёр чемпионата Европы U-23. Студентка Университета Марии Склодовской-Кюри. Личный рекорд — 76,85 м, принёс победу на Универсиаде 2017 года в Тайбэе. 

## Спортивная карьера
Занималась метанием копья, позже переключилась на метание молота. Дебют состоялся в 2009 году на мемориале Януша Кусочиньского (3-е место на юниорском турнире в Слупске). Трёхкратная чемпионка Польши среди молодёжи (2014, 2015, 2016). Серебряный призёр чемпионата Польши (2016, 2017). Бронзовый призёр чемпионата Польши (2014, 2015).
В составе сборной Польши стала бронзовым призёром чемпионата мира 2017 года, а в том же году выиграла летнюю Универсиаду в Тайбэе. Неоднократно выступала за летнем и зимнем Кубках Европы по метаниям. Личный рекорд в метании молота — 76,85 м (26 августа 2017, Универсиада-Тайбэй), второй в истории Польши. Личный рекорд в метании копья — 51,66 м (23 июня 2012, Белосток). Установила также рекорд Польши среди молодых спортсменов в метании молота — 72,74 м (2016 год).

## Достижения
| Польша | Польша                      | Польша         | Польша          | Польша      | Польша |
| ------ | --------------------------- | -------------- | --------------- | ----------- | ------ |
| 2011   | Юношеский чемпионат мира    | Лилль          | 2               | 57,03 м     |        |
| 2012   | Юниорский чемпионат мира    | Барселона      | –               | не засчитан |        |
| 2013   | Юниорский чемпионат Европы  | Риети          | 4               | 63,13 м     |        |
| 2015   | Молодёжный чемпионат Европы | Таллин         | 3               | 68,57 м     |        |
| 2015   | Чемпионат мира              | Пекин          | 14 (не квалиф.) | 69,53 м     |        |
| 2016   | Чемпионат Европы            | Амстердам      | 6               | 70,91 м     |        |
| 2016   | Олимпийские игры            | Рио-де-Жанейро | 15 (не квалиф.) | 69,69 м     |        |
| 2017   | Чемпионат мира              | Лондон         | 3               | 74,76 м     |        |
| 2017   | Универсиада                 | Тайбэй         | 1               | 76,85 м     |        |
| 2017   | DécaNation                  | Анже           | 1               | 72,03 м     |        |
| 2018   | Чемпионат Европы            | Берлин         | 4               | 72,20 м     |        |
| 2019   | Универсиада                 | Неаполь        | 2               | 70,89 м     |        |
| 2019   | Чемпионат мира              | Доха           | 13 (не квалиф.) | 70,46 м     |        |
| 2019   | Всемирные военные игры      | Ухань          | 3               | 67,12 м     |        |